# فيولا لورانس
فيولا لورانس (بالإنجليزية: Viola Lawrence)‏ هي مونتيرة أمريكية، ولدت في 2 ديسمبر 1894 في بروكلين في الولايات المتحدة، وتوفيت في 20 نوفمبر 1973 في هوليوود في الولايات المتحدة.

## وصلات خارجية
- فيولا لورانس على موقع IMDb (الإنجليزية)
- فيولا لورانس على موقع ألو سيني (الفرنسية)
- فيولا لورانس على موقع أول موفي (الإنجليزية)
- فيولا لورانس على موقع قاعدة بيانات الأفلام السويدية (السويدية)
- فيولا لورانس على موقع قاعدة بيانات الفيلم (الإنجليزية)
- فيولا لورانس على موقع كينوبويسك (الروسية)